# Hornslandet

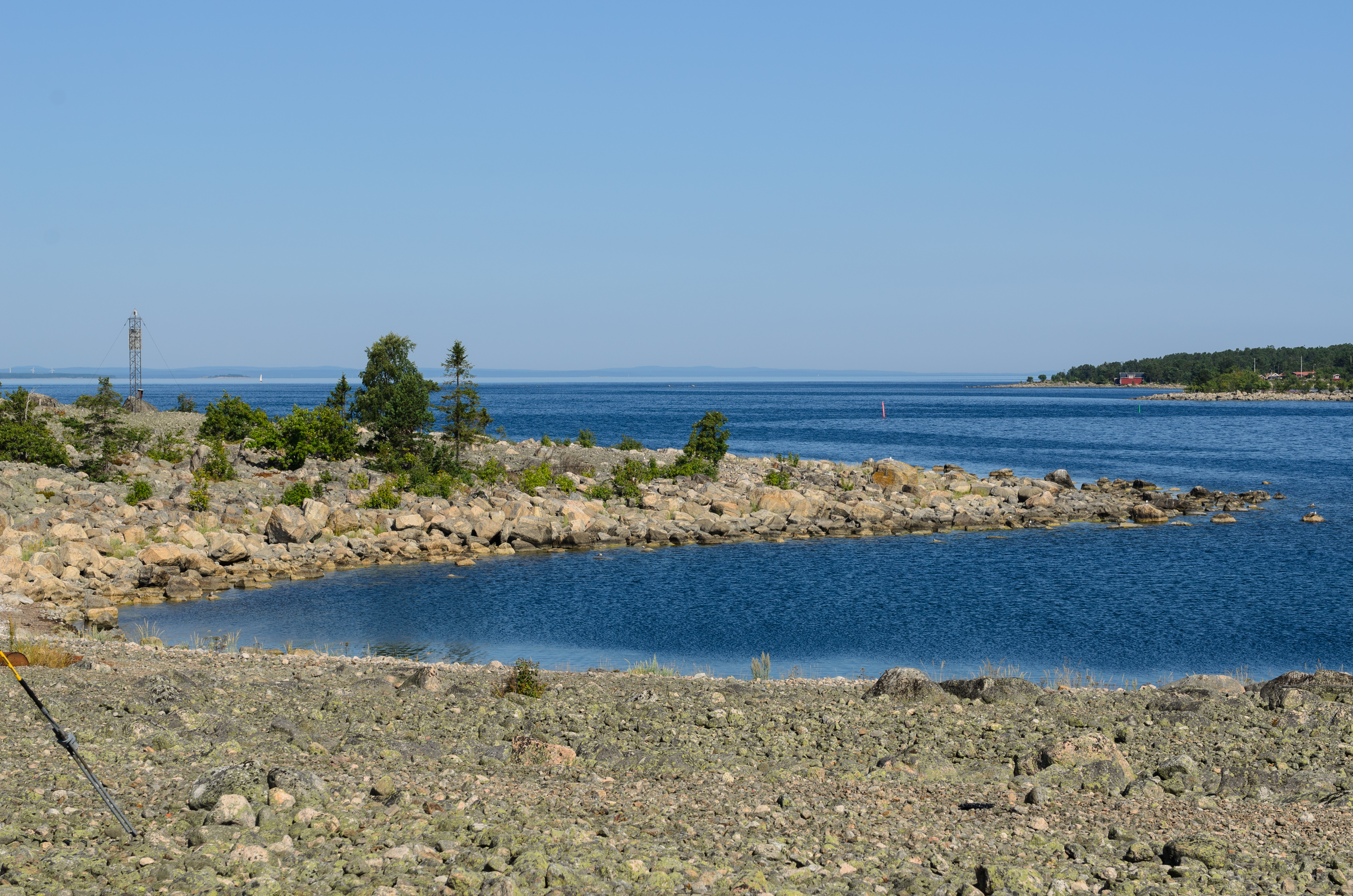
Strand i Kuggörarnas naturreservat med Bålsön i bakgrunden

Hornslandet är en stor halvö i Bottenhavet, ungefär 15 kilometer öster om Hudiksvall, i Rogsta socken. Halvön är cirka 13 kilometer lång i nord-sydlig riktning och 8 kilometer som bredast i öst-västlig. På Hornslandet finns bland annat fiskelägena Hölick och Kuggörarna.
Vid byn Arnön skiljer Arnöviken delvis Hornslandet från fastlandet.

## Natur
På Hornslandet finns den 6700 hektar stora ekoparken Ekopark Hornslandet, som upptar större delen av Hornslandets yta. På halvön finns även Hölicks naturreservat, Lövsalens naturreservat, Klibbalsreservatet, Kuggörarnas naturreservat och Norra Hornslandets naturreservat. Strax norr om Hornslandet ligger dessutom Bålsöns naturreservat.

## Bilder

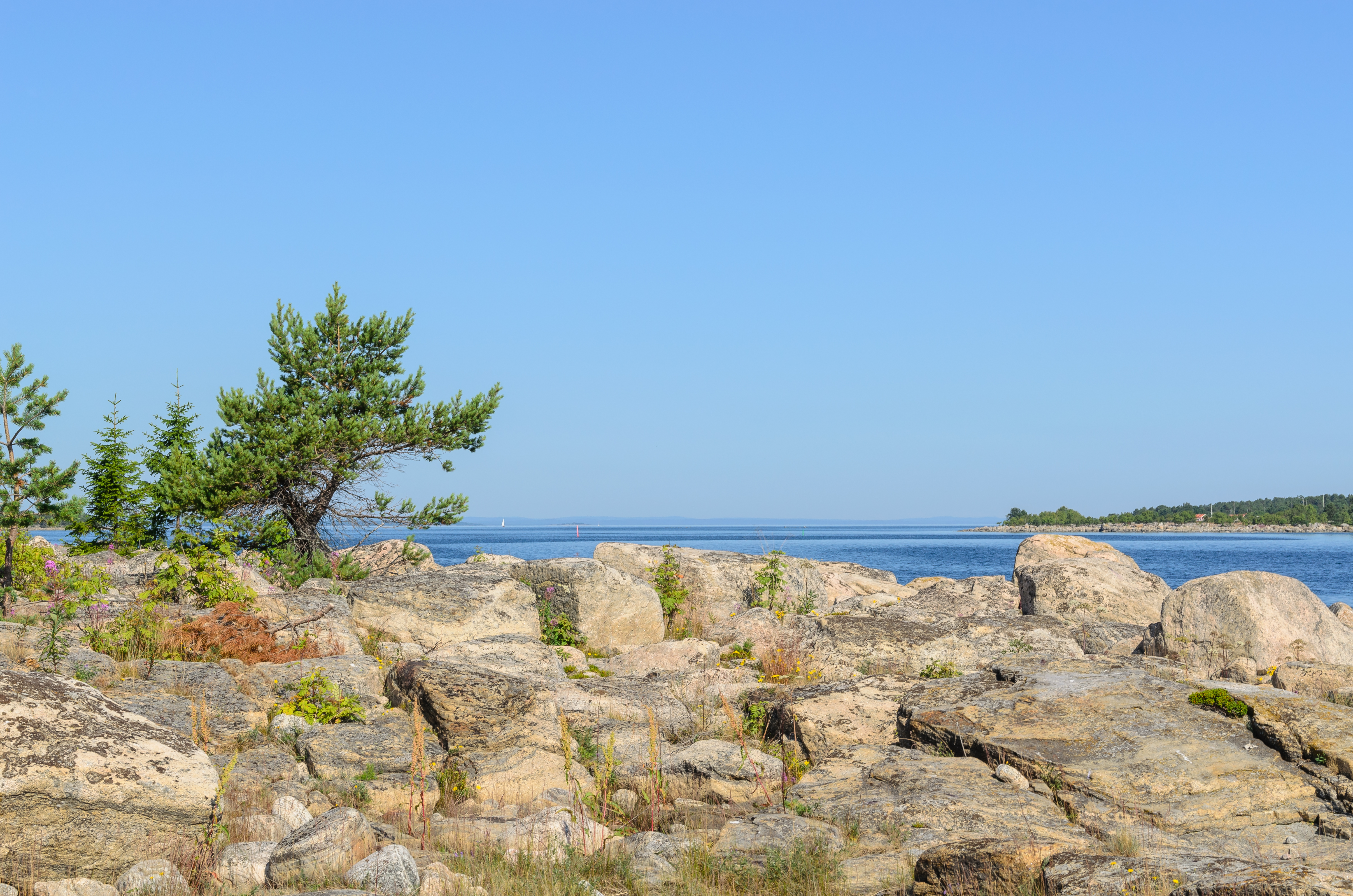
Landskap i Kuggörarnas naturreservat
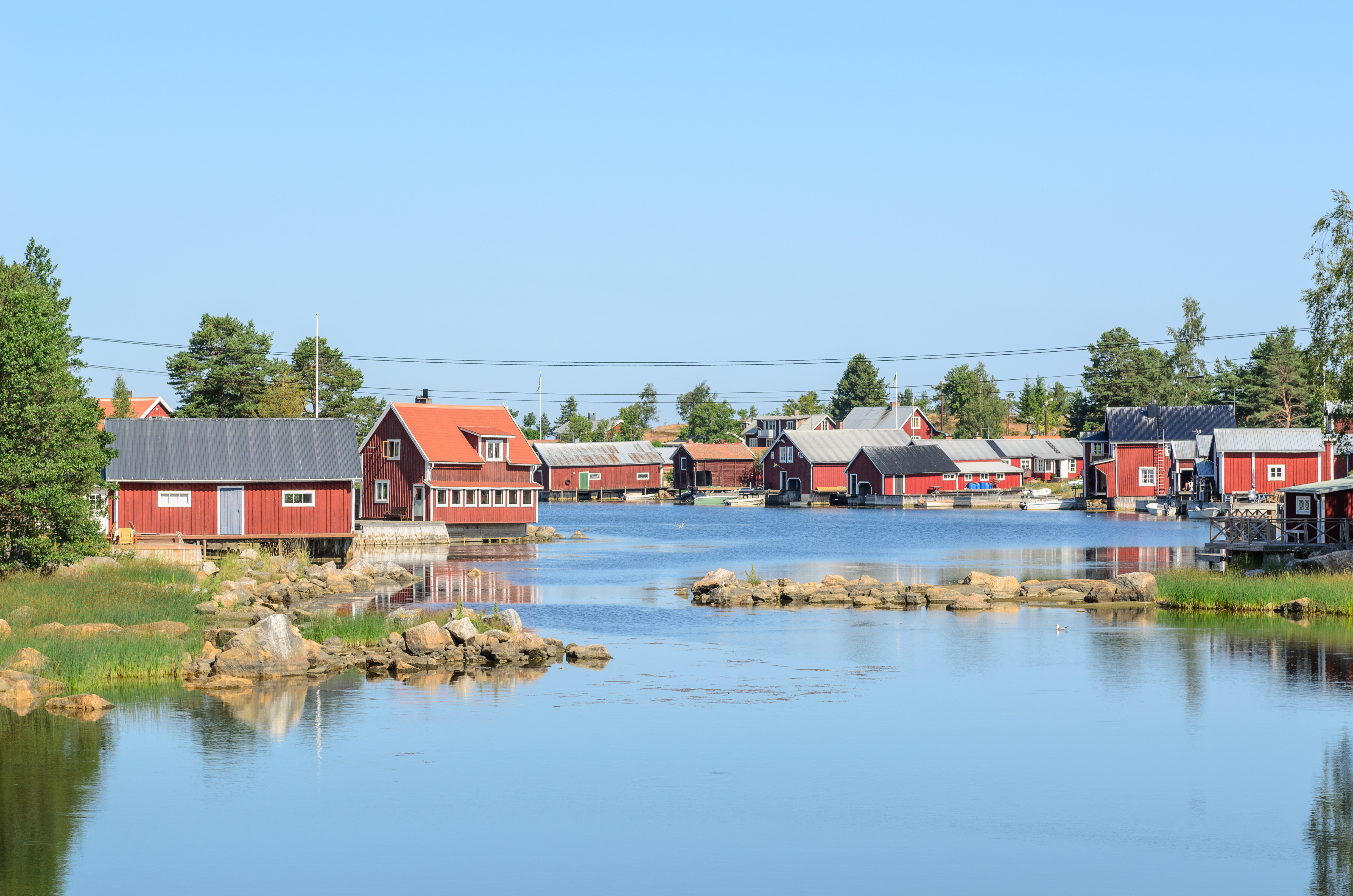
Kuggörarnas fiskeläge.
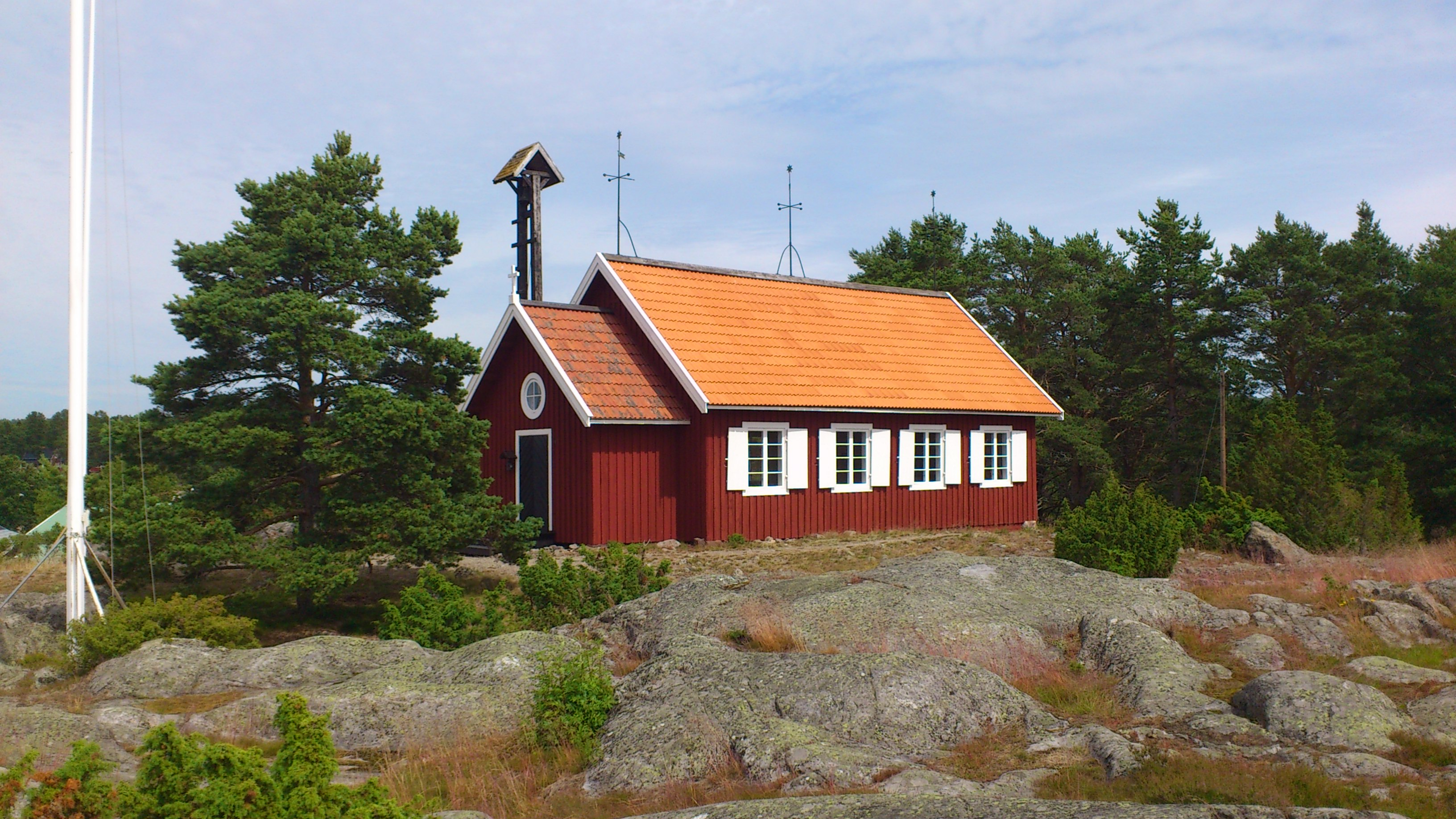
Hölicks kapell
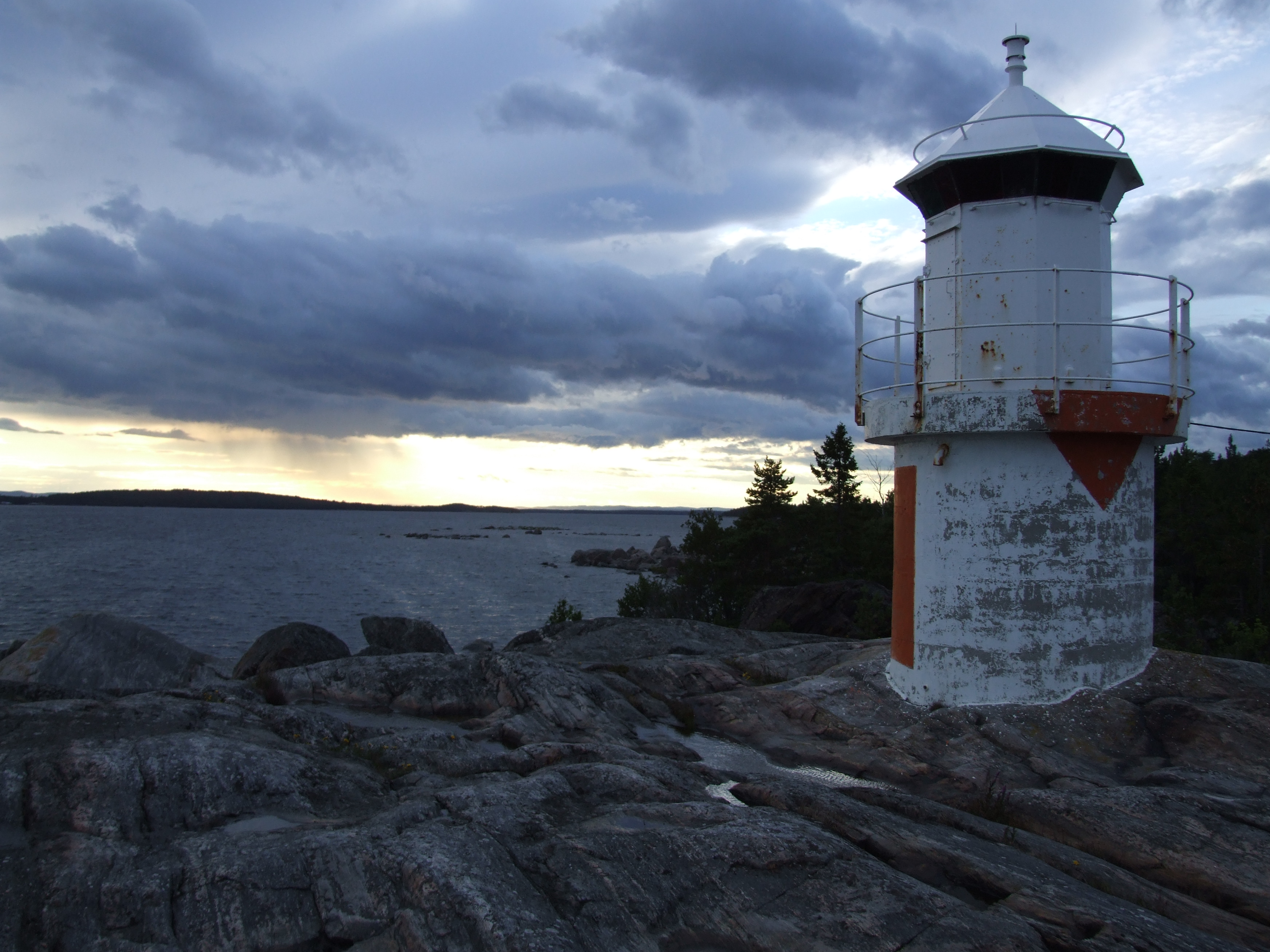
Hölicks fyr.